# IC 4306
IC 4306 је спирална галаксија у сазвјежђу Ловачки пси која се налази на листи објеката дубоког неба у Индекс каталогу.
Деклинација објекта је + 33° 25' 27" а ректасцензија 13h 36m 19,6s. Привидна величина (магнитуда) објекта IC 4306 износи 15,0 а фотографска магнитуда 15,8. IC 4306 је још познат и под ознакама MCG 6-30-58, CGCG 190-35, PGC 48015.